# Последнее слово правосудия
«Последнее слово правосудия» (англ.: Final Justice) — фильм 1985 года производства США-Италия режиссёра Грейдона Кларка.

## Сюжет
В тихом техасском городке убит шериф. Это сделали проезжающие мимо итальянские мафиози Джозеф Палермо (Венантино Венантини) и его брат Тони, которые бежали к границе чтобы уйти в Мексику после убийства строительного подрядчика, а шериф пытался их задержать.
Заместитель шерифа, потомок апачей по имени Томас Джефферсон Джеронимо III (Бейкер) преследует мафиози, убивает Тони и арестует Джозефа.
Чиновник Госдепартамента США Уилсон говорит, что Палермо попадает под юрисдикцию Италии, и приказывает Джеронимо сопроводить его в Италию.
По прибытии на Мальту шериф и его конвоируемый попадают в засаду мафии, и Палермо сбегает в поместье дона Ламанны, крёстного отца мафии.
Мальтийская полиция заверяет Джеронимо, что они сами поймают Палермо, а Уилсон и приказывает Джеронимо возвращаться в Техас.
Но Джеронимо полон решимости сам поймать Палермо. Но оказывается, что против него не только мафия, местная мальтийская полиция, которая неоднократно арестовывает его, но ему всегда удается сбежать, но и Уилсон из Госдепартамента США, подкупленный Палермо и специально отпустивший его в Италию, а теперь прибывший на Мальту обуздать слишком самостоятельного шерифа.
Поддерживаемый только местной женщиной-полицейской Марией Кассар (Элена Далли) шериф Джеронимо даёт бой всем, кто нарушил Закон, ведя себя на Мальте как у себя в Техасе, попадает во множество передряг и перестрелок, и в конце концов, Кассар убивает Уилсона, а Джеронимо убивает Палермо.

## В ролях
- Джо Дон Бейкер — шериф Томас Джефферсон Джеронимо III
- Венантино Венантини — Джозеф Палермо
- Элена Далли — Мария
- Билл Маккинни — Уилсон
- Лино греч — Мифсуд
- Беттина Амато-Гаучи — Анна
- Патриция Пеллегрино — Джина
- Россано Брацци — дон Ламанна
- Грейдон Кларк — шериф Боб
- Эльвисио Каннори — Тони Палермо